# Capitalismo inclusivo
Il Capitalismo inclusivo è un concetto teorico e un movimento politico che cerca di affrontare la crescente disuguaglianza di reddito e ricchezza all'interno del capitalismo occidentale a seguito della crisi finanziaria del 2007-2008.

## Interpretazione semantica
Il capitalismo inclusivo è un termine composto da due significati complementari. Il primo è che la povertà è un problema significativo e sistemico nei paesi che hanno già abbracciato o stanno passando a economie capitalistiche. Il secondo è che le aziende e le organizzazioni non governative possono vendere beni e servizi alle persone a basso reddito, il che può portare a strategie mirate di alleviamento della povertà, tra cui il miglioramento della nutrizione, dell'assistenza sanitaria, dell'istruzione, dell'occupazione e dell'ambiente delle persone, ma non del loro potere politico.

## Origine filosofica
Il capitalismo inclusivo ha origine da domande filosofiche che precedono il moderno capitalismo. Queste domande riguardano la motivazione delle persone. Le persone sono motivate da ciò che è meglio per il proprio interesse personale, per il bene della società o forse da qualcosa di intermedio? Diversi filosofi hanno avanzato le proprie idee su queste questioni, tra cui Thomas Hobbes. Hobbes pensava che "[l']uomo fosse motivato dai suoi appetiti, desideri, paura e interesse personale, cercando piacere e evitando dolore. [...] Il suo desiderio principale, e il più importante delle leggi naturali, era l'autopreservazione e l'evitare la morte". L'affermazione di Hobbes sarebbe diventata la base del capitalismo, che sostiene una natura esclusiva piuttosto che inclusiva delle persone.
Le idee di Hobbes hanno influenzato Adam Smith che pensava che i governi non dovessero reprimere l'interesse personale delle persone nell'economia, ma "Smith non suggerisce mai che [le persone] siano motivate solo dall'interesse personale; afferma semplicemente che l'interesse personale motiva in modo più potente e costante rispetto alla gentilezza, all'altruismo, o al martirio". Nei secoli XVII e XVIII, le nozioni di moralità (teologia) e valore (economia) si separano, portando Smith a sviluppare una nuova teoria del valore basata sulla divisione del lavoro piuttosto che sul valore definito in un contesto religioso di lavoro per Dio. Per Smith "il valore non può essere misurato dal denaro, perché a volte il denaro è artificialmente scars o [...] perché tutto il lavoro ha lo stesso valore per il lavoratore, il lavoro è la migliore misura del valore".
Karl Marx critica il capitalismo analizzando la divisione del lavoro in Europa da una prospettiva storica. Sosteneva che la natura umana delle persone, più specificamente le loro idee "erano in gran parte un prodotto di classe, strutture economiche e posizioni sociali. Le idee giustificavano o razionalizzavano la struttura economica in un dato momento - non la causavano". Marx concluse che la divisione del lavoro contribuisce all'ineguaglianza perpetua tra le masse di lavoratori a basso reddito (proletariato) il cui numero è molto maggiore e la ricchezza molto inferiore rispetto alla minoranza più potente (borghesia) che spesso sono politici e proprietari di aziende. La prospettiva storica di Marx si concentra sul ruolo della politica nel contribuire e legittimare modalità di produzione che hanno creato classi socioeconomiche separate.
Secondo Marx, "[l]a divisione del lavoro all'interno di una nazione porta inizialmente alla separazione del lavoro industriale e commerciale dal lavoro agricolo, e quindi alla separazione tra città e campagna e al conflitto dei loro interessi". Il termine città in questo senso può essere compreso come i centri di potere politico e di decisioni economiche e le persone che vivono in città possiedono relativamente più potere rispetto a coloro che lavorano in campagna. Secondo Marx, coloro con più potere sono inclusi nei benefici del capitalismo e coloro con meno potere sono esclusi da tali benefici.
Karl Polanyi ha adottato un approccio più interculturale per comprendere diverse tipologie di economie, compreso il capitalismo. Ha iniziato descrivendo il termine "economico" come una combinazione di due significati separati. Il primo è il "significato sostanziale" che si riferisce alla relazione tra gli esseri umani e la terra. Il secondo è il "significato formale" che tratta della "relazione mezzi-fini" focalizzata sull'ottimizzazione dei mezzi per massimizzare i fini (un'interpretazione "logica" e meccanicistica dell'essere umano e del suo ruolo nell'economia). Polanyi descrive come reciprocità, redistribuzione e scambio siano stati condotti in diverse culture nel corso del tempo.

## Comprendere in epoca contemporanea
Robert Ashford sostiene che il concetto di capitalismo inclusivo sia radicato nei postulati dell'economia binaria.
Non è chiaro chi abbia coniato il termine "capitalismo inclusivo". Utilizzando differenti banche dati elettroniche per ricercare questo termine, come JSTOR, OCLC Academic, Web of Science, Google Scholar, ecc., una ricerca su Google Books ha individuato una delle prime occorrenze del termine in una pubblicazione del 1943 dell'Urban Land Institute, Urban Land (1943). Due studiosi hanno reso popolare il termine sia individualmente che attraverso pubblicazioni collaborative, C. K. Prahalad, il Paul and Ruth McCracken Distinguished University Professor di Strategia presso la Ross School of Business dell'Università di Michigan—Ross, e Allen Hammond, vice presidente dei Progetti Speciali e Innovazione presso il World Resources Institute.
Prahalad apre il suo libro del 2005, The Fortune at the Bottom of the Pyramid: Eradicating Poverty Through Profits, chiedendo "Perché non possiamo creare un capitalismo inclusivo". Utilizza il termine per invitare a concentrarsi sui consumatori e sui mercati trascurati per creare opportunità per tutti.
Tra le prime pubblicazioni di Hammond che discutono dell'esclusività del capitalismo c'è un articolo del 2001 intitolato Digitally Empowered Development pubblicato sulla rivista Foreign Affairs. Nell'articolo, Hammond descrive come la tecnologia negli anni '90 abbia portato a una maggiore ricchezza per molte persone, ma miliardi di individui continuano a vivere nella povertà nei paesi in via di sviluppo della loro società capitalista. Per affrontare questa esclusività del capitalismo, sostiene Hammond, dovrebbe essere adottato un nuovo modello capitalista.
Prahalad e Hammond hanno anche pubblicato un articolo nel 2002 sulla Harvard Business Review che sviluppava le loro idee sull'utilizzo di soluzioni basate sul mercato per alleviare la povertà attraverso uno studio di caso ipotetico dello sviluppo in India. Nel 2004, hanno approfondito ulteriormente le loro idee evidenziando tre fraintendimenti comuni sulle persone povere comunemente tenuti dalle aziende.

## Implementazione
Nel 2012, la Henry Jackson Society ha istituito un gruppo di lavoro per l'Inclusive Capitalism Initiative al fine di avviare un dialogo transatlantico riguardo alle crescenti disuguaglianze di reddito e alla minaccia che queste costituiscono per il sistema capitalistico.
Nel 2014, si è tenuta a Londra la Conference on Inclusive Capitalism, organizzata congiuntamente dal Comune di Londra e dalla società di gestione E. L. Rothschild, dove il concetto di capitalismo inclusivo è stato discusso come misura pratica. In un'altra conferenza nel 2015 è stato elaborato il "Percorso per l'Azione". Nello stesso anno, la Coalizione per il Capitalismo Inclusivo è stata registrata negli Stati Uniti come organizzazione non a scopo di lucro. Lynn Forester de Rothschild è diventata CEO fondatrice della Coalizione. Alla Conferenza sul Capitalismo Inclusivo del 2016 a New York City, i partecipanti hanno espresso impegno nel promuovere la crescita economica inclusiva. I membri della Coalizione hanno espresso la convinzione che tutti gli stakeholder, inclusi imprese e società, dovrebbero essere coinvolti nell'attuazione di un'agenda di capitalismo inclusivo
Nel 2019, il Progetto Embankment per il Capitalismo Inclusivo (EPIC), portato avanti dalla Coalizione insieme a Ernst & Young, ha presentato le sue conclusioni in un documento tecnico. È stato un sforzo pionieristico per "sviluppare un quadro e identificare metriche significative per riportare attività di creazione di valore a lungo termine e inclusivo che finora non erano state considerate nei tradizionali bilanci finanziari".
Nel 2020 è stato creato il Consiglio per il Capitalismo Inclusivo, una partnership della Coalizione con il Vaticano.
Alcuni esperti economici esprimono ottimismo riguardo alla possibilità di rimodellare il capitalismo in modo più inclusivo e responsabile.

## Principi e obiettivi
I sostenitori del capitalismo inclusivo sostengono che il tradizionale sistema capitalista non sia riuscito a garantire un accesso equo alle risorse economiche. Il movimento propone diverse riforme volte a rendere il sistema capitalistico più equo e sostenibile:
- Aumento dei salari minimi
- Investimenti nell'istruzione e nella formazione
- Accesso semplificato al credito per famiglie a basso reddito e imprese
- Tassazione equa (vedi EquiTax)
- Regolamentazione dei mercati finanziari

## Benefici attesi
I sostenitori del capitalismo inclusivo credono che queste riforme porterebbero a vari vantaggi:
- Crescita economica sostenibile
- Riduzione dell'ineguaglianza sociale ed economica
- Maggiore stabilità sociale
- Un ambiente più sostenibile

## I maggiori rappresentanti
I maggiori rappresentanti del capitalismo inclusivo sono coloro che promuovono un modello di capitalismo che sia più giusto e sostenibile per tutti, indipendentemente dalla classe sociale, dal genere, dalla razza o dall'etnia.
Tra i maggiori rappresentanti del capitalismo inclusivo si possono annoverare:
- Papa Francesco, che ha lanciato l'iniziativa del Consiglio per un Capitalismo Inclusivo, un partenariato tra grandi leader mondiali nel settore degli investimenti, dell'industria e del commercio, con lo scopo di promuovere un capitalismo più inclusivo e sostenibile.
- Enrico Sassoon, economista e accademico italiano, autore del libro Per un capitalismo inclusivo, in cui propone una nuova visione del capitalismo basata sulla giustizia sociale e la sostenibilità ambientale.

Michael Porter e Mark Kramer, due professori di Harvard Business School, che hanno sviluppato il concetto di capitalismo con scopo, secondo cui le imprese hanno la responsabilità di creare valore sia per gli azionisti che per la società nel suo complesso.
- Larry Fink, CEO di BlackRock, la più grande società di asset management al mondo, che ha invitato le aziende che investe a concentrarsi non solo sui profitti, ma anche sul benessere dei loro dipendenti, dei loro clienti e dell'ambiente.
- Jean-Paul Lafarge, presidente e CEO di LafargeHolcim, una delle principali aziende di materiali da costruzione al mondo, che ha annunciato che l'azienda si impegna a raggiungere entro il 2025 la parità di genere tra i dipendenti e a ridurre le emissioni di carbonio del 50%.

Questi sono solo alcuni dei molti rappresentanti del capitalismo inclusivo, un movimento che sta crescendo in tutto il mondo. Il capitalismo inclusivo è un modello di capitalismo che ha il potenziale di creare una società più giusta e sostenibile per tutti.

## Critiche
Una critica alle idee dietro il capitalismo inclusivo inizia dove terminano Hammond e Prahalad. Il capitalismo inclusivo, come utilizzato da Hammond e Prahalad, separa il potere politico dall'empowerment economico. Non si preoccupa di migliorare la condizione politica delle persone povere, permettendo a coloro in povertà di avere maggiore controllo politico e rappresentanza nel governo. Non sostiene cambiamenti macroeconomici attraverso politiche governative che assicurino salari più alti, accesso equo a alloggi, istruzione, nutrizione e assistenza sanitaria tra le diverse classi socioeconomiche, in particolare per le persone povere. Il capitalismo inclusivo sostiene che la responsabilità politica nel contribuire alla povertà sia limitata al non fare abbastanza per incoraggiare le imprese private (1) a creare più posti di lavoro per le persone a basso reddito; (2) a permettere alle persone povere l'accesso al capitale finanziario per l'imprenditorialità; (3) a offrire alle persone povere l'opportunità di acquistare una varietà di beni e servizi.
Nel 2007, Hammond e un team di ricercatori della Banca Interamericana per lo Sviluppo, IFC del Gruppo della Banca Mondiale e del World Resource Institute conclusero che la povertà affligge quattro miliardi di persone in tutto il mondo, molte delle quali vivono in paesi capitalistici o paesi in transizione verso il capitalismo (Hammond et al. 2007). La povertà è definita come "coloro con redditi inferiori a $3,000 in potere d'acquisto locale" (Hammond et al. 2007:3). Sulla base di questa evidenza, l'esperienza vissuta dalla maggior parte degli esseri umani è che vivono in paesi che praticano diversi gradi di capitalismo, che si è dimostrato essere altamente esclusivo. Le prime pagine del rapporto del 2007 di Hammond et al. rivelano un finanziamento aggiuntivo per il rapporto proveniente da Intel, Microsoft, Royal Dutch Shell e Visa International. Questo potrebbe suggerire che il capitalismo di amicizia e il capitalismo inclusivo possano avere interessi sovrapposti.
Una comprensione alternativa del capitalismo e di come renderlo più inclusivo è offerta da antropologi, storici, operatori sanitari e sociali e sociologi. Questi e altri scienziati utilizzano l'etnografia, dati economici e storia politica per documentare politiche pubbliche intenzionali supportate dagli interessi commerciali per mantenere lo status quo delle popolazioni a basso reddito. Governi e aziende colludono per impedire alle popolazioni a basso reddito l'accesso ad alloggi accessibili, assistenza sanitaria, istruzione e nutrizione, perché deviano risorse per massimizzare i profitti dalle popolazioni a reddito medio e alto. Rendere il capitalismo più inclusivo include certamente le proposte di Hammond e Prahalad di incoraggiare le aziende a vendere beni alle persone povere a prezzi accessibili. Tuttavia, il capitalismo inclusivo deve affrontare le considerazioni politiche che mantengono le disuguaglianze strutturali all'interno di qualsiasi economia.
Hammond e Prahalad sostengono che le tecnologie dell'informazione e della comunicazione (ICT), come telefoni cellulari, computer e Internet, siano potenti strumenti per l'alleviamento della povertà. Dati etnografici da antropologi e sociologi rivelano che le ICT ampiamente disponibili e accessibili forniscono un miglioramento qualitativo nella vita delle persone a basso reddito, ma non migliorano misurabilmente il loro sostentamento e la loro ricchezza. La ricerca indica che un miglioramento misurabile nella vita delle persone povere non è probabile senza politiche governative comprehensive che contemporaneamente incoraggino salari dignitosi, alloggi accessibili, accesso a cibo nutriente e a basso costo, istruzione di alta qualità e poco costosa, assistenza sanitaria e trasporto pubblico. Sebbene queste politiche pubbliche possano essere attuate da aziende e ONG, la supervisione governativa non deve essere rimossa per un'economia capitalistica più inclusiva.
John Kay afferma che la maggior parte delle imprese del 21º secolo sono già inclusive.
Nafeez Ahmed descrive l'Inclusive Capitalism Initiative come un Cavallo di Troia assemblato per placare la futura rivolta globale contro il capitalismo.

## Discussione e Implementazione
Il concetto è in evoluzione e ha ottenuto riconoscimento globale, con organizzazioni come il Consiglio per un Capitalismo Inclusivo del Vaticano e molte entità che sostengono attivamente questa filosofia.